# Mozota (kommunhuvudort)
Mozota är en kommunhuvudort i Spanien.   Den ligger i provinsen Provincia de Zaragoza och regionen Aragonien, i den nordöstra delen av landet, 250 km nordost om huvudstaden Madrid. Mozota ligger 397 meter över havet och antalet invånare är 122.
Terrängen runt Mozota är kuperad österut, men västerut är den platt. Mozota ligger nere i en dal. Runt Mozota är det mycket glesbefolkat, med 7 invånare per kvadratkilometer. Närmaste större samhälle är Montecanal, 19,4 km nordost om Mozota. Omgivningarna runt Mozota är i huvudsak ett öppet busklandskap.